# María Concepción García Gainza
María Concepción García Gaínza (Pamplona, 1 de diciembre de 1937) es catedrática emérita del Departamento de Historia del Arte de la Universidad de Navarra. Fue la primera catedrática de Historia del Arte en España. Es una de las principales investigadoras y conocedoras de la figura del artista español Luis Salvador Carmona.

## Biografía
Huérfana de padre a temprana edad, se educó con su madre. Estudió bachillerato en el Instituto "Príncipe de Viana" donde cursó estudios de la rama de Ciencias realizando el preuniversitario en esta rama. Las dificultades para trasladarse a otra ciudad donde cursar estudios de tales disciplinas le empujaron a quedarse en Pamplona comenzando su formación universitaria en el Estudio General de Navarra, origen de la Universidad de Navarra, en la tercera promoción de Filosofía y Letras. Era entonces el Decano Antonio Fontán. 
Se acaba licenciando en la Universidad de Zaragoza, donde Francisco Abbad-Jaime de Aragón Ríos dirige su tesis de licenciatura. En 1962 inicia la docencia en la Universidad de Navarra, con el Marqués de Lozoya y el profesor José Rogelio Buendía que será el director de su tesis doctoral que defendió en 1968.
En 1970, Mª Concepción gana la oposición de profesora agregada de la Universidad de Sevilla, siendo la primera mujer que accede en su especialidad a un puesto universitario hasta entonces desempeñado por un hombre.  Allí imparte clases de Arte Contemporáneo y de Renacimiento español en la Universidad de Sevilla. En los casi cinco años que permanece allí descubre un mundo complementario del que había conocido hasta entonces: sensibilidad, luz, visión esteticista del mundo y de la vida. La magia de Sevilla, y el encanto del Laboratorio de Arte, situado en un pequeño patio de la Fábrica de Tabacos, le ofrecieron un marco apropiado para una experiencia universitaria muy enriquecedora. Entre sus colegas de aquellos años se encontraba Antonio Bonet Correa y José Luis Comellas. Su estancia en la capital hispalense le permitió conocer y estudiar el espléndido arte andaluz, formar un pequeño grupo de investigadores que trabajaba en el Archivo de Protocolos, del que surgieron algunas tesis y varios artículos.
En marzo de 1975 toma posesión de su Cátedra en la Universidad de Murcia. En el poco tiempo que estuvo en la capital murciana pudo conocer de cerca la riqueza y peculiaridades del arte murciano, y sus grandes maestros: Quijano y Salzillo.
En 1976 regresa a la Universidad de Navarra donde estará veinticinco años hasta su jubilación. Durante ese largo y fructifero periodo compaginó su labor como docente con la investigación artística, realizando proyectos de investigación y asesoramiento para diversas instituciones. En la época en la que asumió la Dirección de investigación dirigió una treintena de tesis doctorales y cerca de cincuenta trabajos de investigación, tesis de máster y tesinas, en su mayoría publicados. Fue directora del Departamento de Historia del Arte, y actualmente es Directora de la Cátedra de Patrimonio y Arte Navarro. 

### Producción científica
Su obra más significativa ha sido la dirección y coautoría del Catálogo Monumental de Navarra, compuesto por 9 tomos (Pamplona 1980-1997), que ha recopilado durante más de veinte años el patrimonio artístico de Navarra en su totalidad.
También fue la directora de la serie Navarra en el Arte, publicación formada por cuarenta y un fascículos y publicada por Diario de Navarra en 1994.

## Premios
- Premio Príncipe de Viana de la Cultura (2000).[9]
- IV edición del Premio a la Cultura del Centro de Estudios Merindad de Tudela (2000).[10]
- Premio Cadena Cope a la Cultura.
- Encomienda de la Orden Civil de Alfonso X El Sabio (2017).[11]

## Homenaje
El 15 de junio de 2023, durante el XXIV Congreso del Comité Español de Historia del Arte (CEHA) se homenajeó a García Gainza, por su trayectoria académica y sus aportaciones historiográficas —en especial sobre el arte español de la Edad Moderna— y su compromiso en la defensa del patrimonio histórico-artístico, plasmado en el Catálogo Monumental de Navarra.

## Asociaciones a las que pertenece
- Miembro promotor y fundador del Ateneo Navarro.
- Académica correspondiente de la Real Academia de Bellas Artes de San Fernando de Madrid.
- Académica correspondiente de la Real Academia de Bellas Artes de Santa Isabel de Hungría de Sevilla.
- Miembro del Consejo Asesor de varias revistas especializadas, como Archivo Español de Arte (CSIC), Artigrama (Universidad de Zaragoza), y Laboratorio de Arte (Universidad de Sevilla)
- Presidenta de la Cátedra de Patrimonio y Arte Navarro.

## Publicaciones
Tiene publicados varios libros y artículos en revistas de arte especializadas como Príncipe de Viana, Cuadernos de la Cátedra de Patrimonio y Arte Navarro o Academia: Boletín de la Real Academia de Bellas Artes de San Fernando. Ha publicado diversas monografías y una gran cantidad de artículos en revistas especializadas sobre arte español del Renacimiento y del Barroco, que pueden consultarse en los enlaces externos. Algunas de sus publicaciones son:  

### Libros
- "Alonso Cano y el crucificado de Lekaroz", Pamplona: Cátedra de Patrimonio y Arte Navarro, 2015. ISBN 9788480814713
- "Juan de Anchieta: escultor del Renacimiento", Madrid: Fundación de Apoyo a la Historia del Arte Hispánico, 2008.  ISBN 9788493505448
- Con Clara Fernández-Ladreda Aguadé, "Ópera dispersa: estudios reunidos por el Departamento de Arte de la Facultad de Filosofía y Letras de la Universidad de Navarra en honor de su autora, María Concepción García Gaínza", Pamplona: Universidad de Navarra, EUNSA, 2001.  ISBN 8431318619
- Con Julio Segura Moneo y Manuel Blasco Blanco, "El Palacio Decanal de Tudela", Pamplona: Gobierno de Navarra, 2000.  ISBN 842352020X
- Cuadernos de arte español n.º 92 "La escultura cortesana del siglo XVIII", Madrid: Historia 16 - Historia Viva, 1998
- "Dibujos antiguos de los plateros de Pamplona", Pamplona: Universidad de Navarra, 1991.  ISBN 8487146740
- "El escultor Luis Salvador Carmona", Pamplona: Universidad de Navarra, EUNSA, 1990.  ISBN 8487146260
- Con María del Carmen Heredia Moreno, Jesús Rivas Carmona y Mercedes de Orbe Sivatte, "Catálogo monumental de Navarra. 2.I, Merindad de Estella, Aibagar-Eulate", Pamplona: Gobierno de Navarra, Institución Príncipe de Viana - Universidad de Navarra, 1982. ISBN 8423505758
- "Catálogo Monumental de Navarra", Pamplona: Institución "Príncipe de Viana", 1980-1997.  ISBN 8400046242
- Con Mª Carmen Heredia Moreno, "Orfebrería de la Catedral y del Museo Diocesano de Pamplona", Pamplona: Universidad de Navarra, 1978. ISBN 843130538X
- "La escultura romanista navarra. Discípulos y seguidores de Juan de Anchieta", Pamplona: Institución Príncipe de Viana - Diputación de Navarra, 1969 (2ª ed., 1986)

### Colaboración en obras colectivas
- "La pintura" en El arte del Barroco en Navarra  (coord. por Ricardo Fernández Gracia), Pamplona: Gobierno de Navarra, 2014, págs. 273-292. ISBN 9788423533695
- "Las artes suntuarias" en El arte del Barroco en Navarra  (coord. por Ricardo Fernández Gracia), Pamplona: Gobierno de Navarra, 2014, págs. 393-444. ISBN 9788423533695
- "Inventarios y catálogos. Un siglo en la documentación y el conocimiento del Patrimonio Cultural (1907-2007)" en Estudios de historia del arte: centenario del Laboratorio de Arte (1907-2007), (coord. por Juan Miguel González Gómez y María Jesús Mejías Álvarez), (vol. 1), Sevilla: Universidad de Sevilla, Departamento de Historia del Arte, 2009,  págs. 181-198. ISBN 9788469256602
- "Algunas novedades sobre las "Mujeres ilustres" del Palacio del Marqués de San Adrián", en Estudios de historia del arte: homenaje al profesor de la Plaza Santiago, (coord. por Jesús María Parrado del Olmo y Fernando Gutiérrez Baños), Valladolid, Universidad de Valladolid, Secretariado de Publicaciones e Intercambio Editorial, 2009, págs. 359-364,  ISBN 9788484485216
- "La introducción del renacimiento. Un brillante promotor y un mecenas" en La Catedral de Tudela, Tudela, 2006, págs. 263-285,  ISBN 8423528871
- Con R. Fernández Gracia y P. Echeverría Goñi, "El Arte del Renacimiento en Navarra", Pamplona: Gobierno de Navarra, Institución Príncipe de Viana, 2006.
- "En torno a la Catedral de Tudela: Los ecos de la Edad del Humanismo"  en Tudela, el legado de una Catedral: del 22 de septiembre de 2006 al 7 de enero de 2007, Tudela, 2006,  págs. 279-280, ISBN  8461132629
- "Escultura"  en El Arte del Renacimiento en Navarra (coord. por Ricardo Fernández Gracia), Pamplona: Gobierno de Navarra, Institución Príncipe de Viana, 2005, págs. 189-270,  ISBN  8423528235
- "Platería"  en El Arte del Renacimiento en Navarra (coord. por Ricardo Fernández Gracia), Pamplona: Gobierno de Navarra, Institución Príncipe de Viana, 2005, págs. 385-408,  ISBN  8423528235
- "La Real Congregación de San Fermín de los Navarros. Devoción y encargos artísticos", en  Juan de Goyeneche y el triunfo de los navarros en la monarquía hispánica del siglo XVIII, Pamplona: Fundación Caja Navarra, 2005, págs. 115-145, ISBN  8496506053
- "Sobre el envío del Cristo de Cano a Lecároz"  en  Symposium Internacional Alonso Cano y su época: Granada, 14-17 de febrero de 2002, Granada: Junta de Andalucía, Consejería de Cultura, 2002, págs. 151-159,  ISBN  8484445038
- "El retablo de Astorga: una nueva tipología de retablo de época de Felipe II" en Felipe II y las artes: Actas del Congreso Internacional 9-12 diciembre de 1998, Madrid: Universidad Complutense, 2000,  págs. 623-632, ISBN  8460095959
- "Juan de Goyeneche y su tiempo. Los navarros en Madrid", Pamplona: Gobierno de Navarra, 1999.
- "Vicente Berdusán, el pintor y su obra" en El pintor Vicente Berdusán: (1632-1697): [exposición], Pamplona: Gobierno de Navarra, Institución Príncipe de Viana, 1998,  págs. 57-84, ISBN  8423517101
- "Sobre la escultura y los escultores" en El siglo del renacimiento, Madrid: Akal, 1998,  págs. 21-32, ISBN  8446008300
- "La Escultura" en El siglo del renacimiento, Madrid: Akal, 1998,  págs. 139-192, ISBN  8446008300
- "Renacimiento-Escultura" en Historia Universal del Arte (vol. VI), Madrid: Espasa Calpe, 1996.
- "Sobre el retablo de las Calatravas de Madrid: Dos esculturas "perdidas" de José Benito de Churriguera" en Homenaje al profesor Martín González, Valladolid: Universidad de Valladolid, Servicio de Publicaciones, 1995,  págs. 339-342, ISBN  8477624607
- "Manierismo" en La catedral de Pamplona (coord. por Carmen Jusué Simonena)  (vol. II), Pamplona: Caja de Ahorros de Navarra, 1994,  págs. 22-33, ISBN  8487120237
- Con José Javier Azanza López, "Orfebrería" en La catedral de Pamplona, (coord. por Carmen Jusué Simonena),  (vol. 2), Pamplona: Caja de Ahorros de Navarra, 1994,  págs. 92-109, ISBN  8487120237
- "Significado y valoración de la escultura escurialense en el panorama artístico español" en La escultura en el Monasterio del Escorial: actas del Simposium, 1/4-IX-1994 (coord. por Francisco Javier Campos y Fernández de Sevilla), El Escorial: Real Centro Universitario Escorial-María Cristina, 1994, págs. 269-286,  ISBN  848616141X
- "El arte cortesano desde la periferia. El caso del País Vasco y Navarra" en Madrid en el contexto de lo hispánico desde la época de los descubrimientos: [Actas del] Congreso nacional, (vol. 1), Madrid: Universidad Complutense, Departamento de Historia del Arte 1994, págs. 411-428,  ISBN  8460087972
- "Relaciones entre Aragón y Navarra en la escultura del siglo XVI", en Escultura del Renacimiento en Aragón  (coord. por María Isabel Álvaro Zamora y Gonzalo Máximo Borrás Gualis) Zaragoza: Museo e Instituto de Humanidades Camón Aznar, 1993, págs. 139-149, ISBN  8487007848
- "Nuevas obras de Vicente Berdusán", en III Coloquio de Arte Aragonés. El arte barroco en Aragón (vol. 1), 1988,  págs. 295-308, ISBN  8450520916
- "Renacimiento-Escultura", en Historia del Arte Hispánico (vol. III), Madrid: Editorial Alhambra, 1980
- "Una Inmaculada Concepción del taller de Pedro de Mena en Lorca", en Homenaje al profesor Muñoz Cortes, (vol. 1), 1977, págs. 203-210, ISBN  8460007618